# Annay (Nièvre)
Annay – miejscowość i gmina we Francji, w regionie Burgundia-Franche-Comté, w departamencie Nièvre.
Według danych na rok 1990 gminę zamieszkiwało 279 osób, a gęstość zaludnienia wynosiła 11 osób/km² (wśród 2044 gmin Burgundii Annay plasuje się na 634. miejscu pod względem liczby ludności, natomiast pod względem powierzchni na miejscu 272.).